# Müllerinart

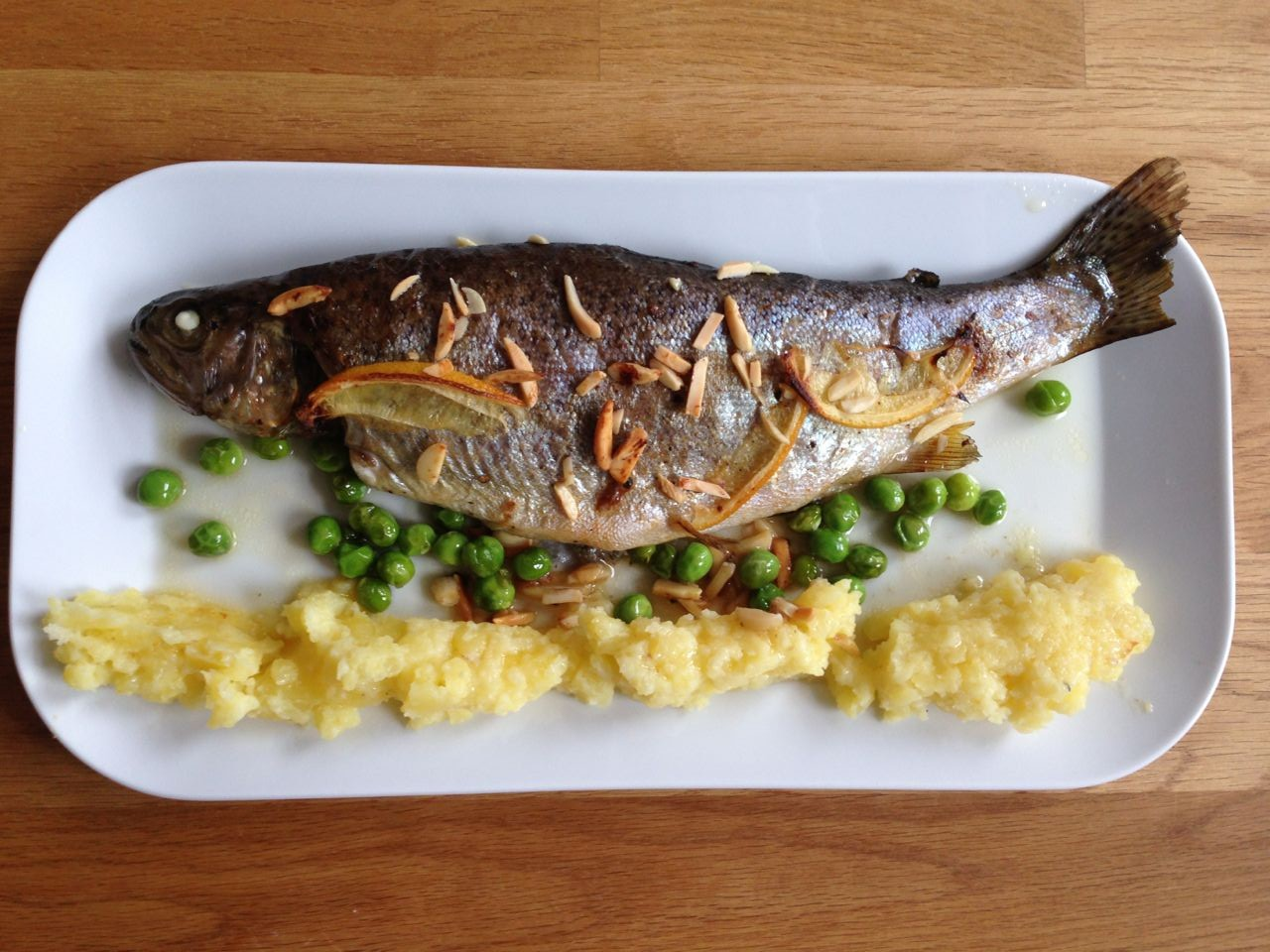
Forelle Müllerinart

Müllerinart, auch Müllerin-Art oder nach Art der Müllerin, (französisch à la meunière) ist eine klassische Zubereitungsart für nicht zu große Fische wie Forellen, Schollen oder Filets vom Schellfisch sowie Krabben u. ä.
Die abgeschuppten und ausgenommenen Fische oder die Fischfilets werden durch gesalzene Milch gezogen und in Mehl gewendet, das auf den Namen Müllerinart hinweist. 
Dann werden sie in Butter goldbraun gebraten und mit Zitronensaft beträufelt. Auf dem Servierteller werden sie mit gehackter Petersilie bestreut und mit brauner Mandel-Butter übergossen. 
Die übliche Beilage sind Schwenkkartoffeln. Besonders verbreitet ist die so zubereitete Forelle Müllerinart, in Anspielung auf zwei Musikwerke von Franz Schubert auch nach Art der schönen Müllerin genannt.
Durch das Wenden in Mehl werden dem sehr eiweißreichen Fisch auf der Oberfläche Kohlenhydrate hinzugefügt, die für die geschmacksbildende Maillard-Reaktion beim Braten notwendig sind. Es entstehen also mehr aromatische Röststoffe, als wenn der Fisch direkt gebraten würde. Zusätzlich bindet das Mehl einen Teil des Fettes, das wiederum Aromen aufnimmt und erhält.